# Christian Rothe (kommitteret)
 Der er flere personer med dette navn, se Christian Rothe.
Christian Rothe (født 27. juni 1770 på Tybjerggård, død 31. august 1852 i København) var en dansk  rentekammerkommitteret og godsejer.
Han var bror til Andreas Bjørn Rothe og Carl Adolph Rothe samt far til Andreas Bjørn Rothe, August Rothe, Rudolph Rothe, Viggo Rothe og Wilhelm Rothe.

## Embedskarriere
Han var søn af Tyge Rothe og hustru. Tolv år gammel blev han anbragt på det bekendte Rybergske Handelskontor, hvorfra han 1787 ansattes som volontør i Økonomi- og Kommercekollegiets ostindiske sekretariat, men blev, efter at han 1788 havde taget dansk-juridisk eksamen, 1790 udnævnt til kopist i Rentekammerets sjællandske landvæsenskontor, hvori han næste år avancerede til fuldmægtig. 1795 blev Rothe beskikket til sekretær i den store hoverikommission, hvilken han fulgte på alle dens rejser, der fortsattes til 1798, medens han samtidig 1797 var blevet chef for det sjællandske landvæsenskontor og næste år tillige for det fynske; 1802 blev han beordret til i forening med to andre at regulere oppebørselen af den samme år påbudte skat på "Besiddelse, Nytte og Brug", hvoraf fulgte, at det tillige lidt efter lidt blev ham overdraget at beregne og ordne alle de forandringer i denne skat, som påfulgte i en række af år, indtil det 1818 også blev hans lod at sammendrage og ordne disse skatter, således som de siden den tid have bestået. 1803 kaldte grev Christian Ditlev Frederik Reventlow ham til at indlede og ordne det store nye matrikelarbejde, hvorfor han stilledes i spidsen for et helt nyt kontor foruden landvæsens- og skattereguleringskontoret, som han allerede havde, og dette omfattende arbejde vedblev han at forestå til dets fuldendelse 1844. 1809 afgik Rothe efter eget ønske fra landvæsenskontoret og fik bestalling som 1. sekretær i matrikelkontoret, og 1811 blev han beordret til at indtræde som medlem og sekretær i den 1786 nedsatte store landbokommission ligesom 1814 som 1. medlem i Indkomstskatkommissionen i København; samme år udnævntes han til kommitteret i Rentekammeret.  
Rothe, der 1805 var blevet kammerråd, 1812 justitsråd, 1817 etatsråd og 1840 konferensråd, i hvilket sidste år han tillige blev 1. medlem i den samme år nedsatte komité for en ny matrikels indførelse, fik 1841 afsked som kommitteret i Rentekammeret og 1849 fra bestyrelsen af matriklen.
Rothe blev 28. januar 1809 Ridder af Dannebrog og 1. august 1829 Dannebrogsmand.

## Godsejer
Allerede fra 1807 af havde Rothe købt og solgt flere større godser (Marienberg, Sæbygård m.fl.) i forening med andre, som gjorde pengeudlæggene, medens han besørgede arbejdet; derved erhvervede han sig nogen formue, hvorfor han 1811 købte Lerchenfeld ved Kalundborg (overdraget 1846 til sønnen) og 1821 Buderupholm (solgt 1826), ligesom han alt fra 1799 og til 1844 ejede landstedet Vennersly på Frederiksberg; fra 1800 til 1805 bestyrede han for staten Petersgårds gods.
Rothe skrev flere mindre afhandlinger, særlig vedrørende jordskyldsætningen, udstykningen og fæstevæsenet. Han døde i København 31. august 1852.

## Ægteskaber
7. november 1794 var han blevet gift i Nikolaj Kirke med Charlotte Christine Müller (7. februar 1773 på Stokholte - 5. februar 1814 på Frederiksberg), datter af forvalter ved Sorø Akademi Caspar Peter Müller (1736-1776) og Anna Paludan (1740-1805). Anden gang ægtede han 27. februar 1815 på Frederiksberg Johanne Cathrine Marie Selmer (21. juni 1789 i København - 5. september 1870 sammesteds), datter af kommandør Peter Hersleb Selmer (1758-1819) og Maren Grove (1762-1827).
Han er begravet på Assistens Kirkegård.

## Gengivelser
Rothe er gengivet i et portrætmaleri af C.G. Kratzenstein Stub ca. 1814. Litografi af Emil Bærentzen og portrætmaleri af samme. Desuden fotografi.